# Astronesthes atlanticus
Astronesthes atlanticus es una especie de pez de la familia Stomiidae en el orden de los Stomiiformes.

## Morfología
• Los machos pueden llegar alcanzar los 16,3 cm de longitud total.

## Hábitat
Es un pez de  mar  y de aguas profundas que vive entre 300-1.200 m de profundidad.

## Distribución geográfica
Es un endemismo de las aguas cálidas del  Atlántico.